# Nu Fornacis
Nu Fornacis (15 Fornacis) é uma estrela na direção da constelação de Fornax. Possui uma ascensão reta de 02h 04m 29.43s e uma declinação de −29° 17′ 48.6″. Sua magnitude aparente é igual a 4.68. Considerando sua distância de 361 anos-luz em relação à Terra, sua magnitude absoluta é igual a −0.54. Pertence à classe espectral B9.5p (Si). É uma estrela variável α² Canum Venaticorum.